# Södra Ölands Järnväg

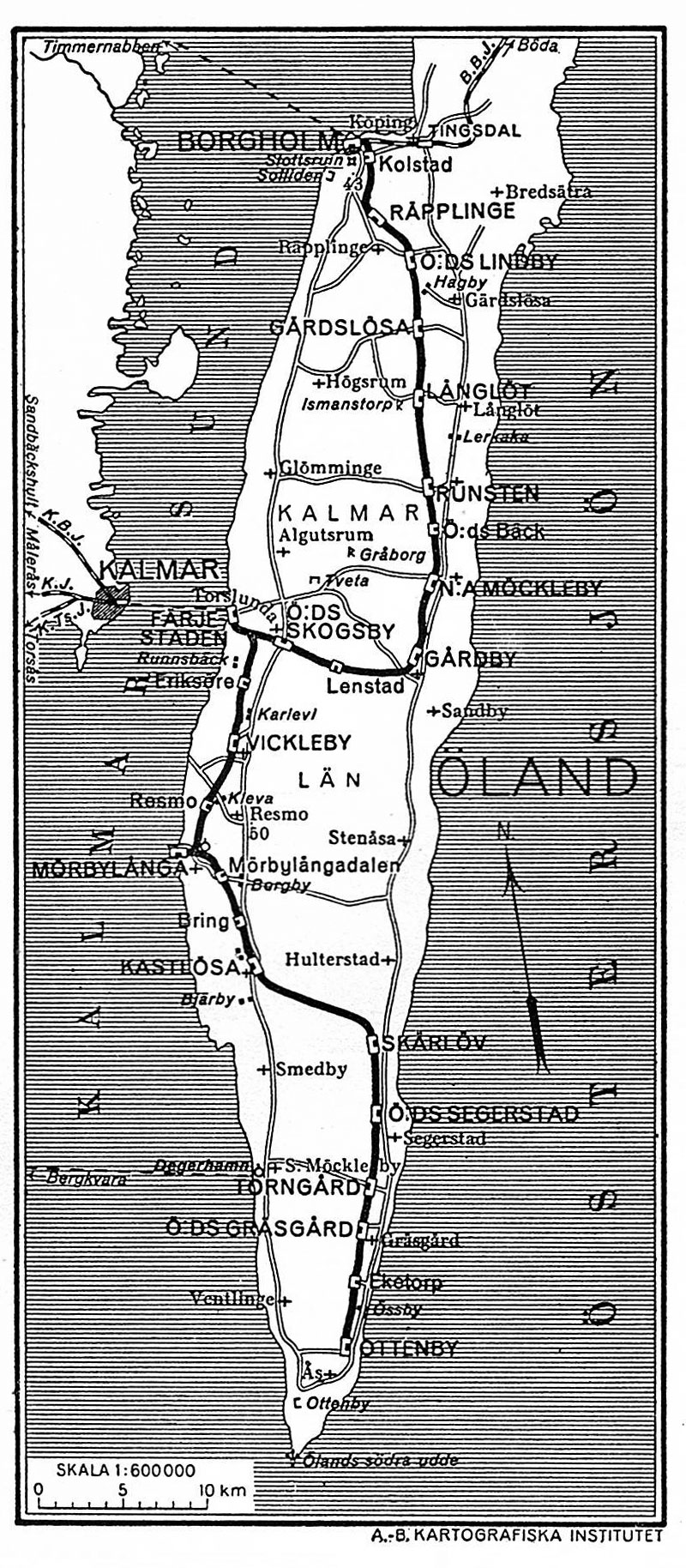
SÖJ. Karta 1926.

Södra Ölands Järnväg (SÖJ) var en 96 km lång 891 mm smalspårig järnväg mellan Borgholm och Näsby på Öland. Sträckan mellan Borgholm och Färjestaden öppnades den 24 november 1909 och den återstående sträckan till Ottenby öppnades den 1 februari 1910. Banan uppgick den 1 januari 1928 tillsammans med Borgholm-Böda Järnväg (BBJ) i Ölands Järnvägar (ÖJ).

## Historia

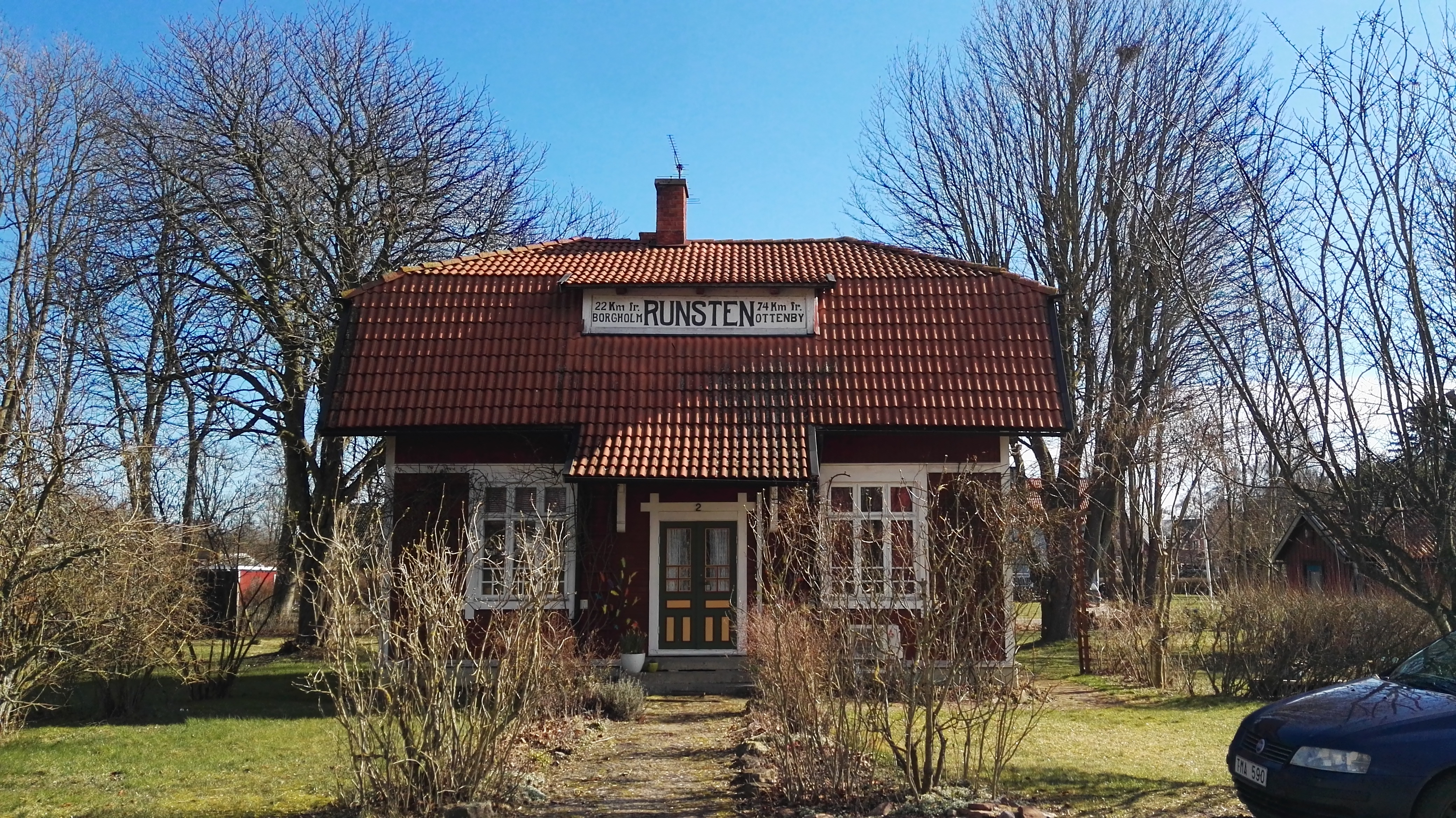
Runsten stationshus

Södra Ölands järnvägsaktiebolag bildades i mars 1907 med en aktieteckning på 952 600 kr. Kommunerna hade tecknat aktier för 714 000 kr, Kalmar stad 125 000 kr och Mellersta Sveriges sockerfabriksaktiebolag 104 500 kr. Bolaget fick ett statslån på 950 500 kr. Kostnaden för byggandet inklusive av fordon var beräknad till 1,9 miljoner kronor men det gick åt mer pengar och styrelsemedlemmarna tillförde 235 000 kr som senare ersattes med ytterligare garantier på 174 000 kr från kommunerna.
Den gemensamma skulden för BBJ och SÖJ uppgick till nästan 1,4 miljoner kronor 1927 och endast SÖJ betalade en del ränta. Riksdagen beslutade 1927 att lånen skulle avskrivas till 800 000 kronor och vara räntefria i 3 år och halv ränta i ytterligare två år. Villkoret var att SÖJ och BBJ blev sammanslagna. Det fanns inget val utan den 1 januari 1928 tog ett nytt bolag Ölands Järnvägar över verksamheten.

### Fordon
För trafiken inköptes 1909 fyra tanklok från Helsingborgs Mekanisk Werkstad, sju stycken tvåaxliga personvagnar, 99 tvåaxliga godsvagnarvagnar och två postvagnar. Ytterligare två tanklok inköptes 1920, ett från Henschel & Sohn i Tyskland och ett från Motala Werkstad. Samtidigt inköptes två stycken nya personboogievagnar och godsvagnsparken utökades med 30 vagnar. Det byggdes lokstall i Ottenby station och Färjestaden.